# Hipparchia

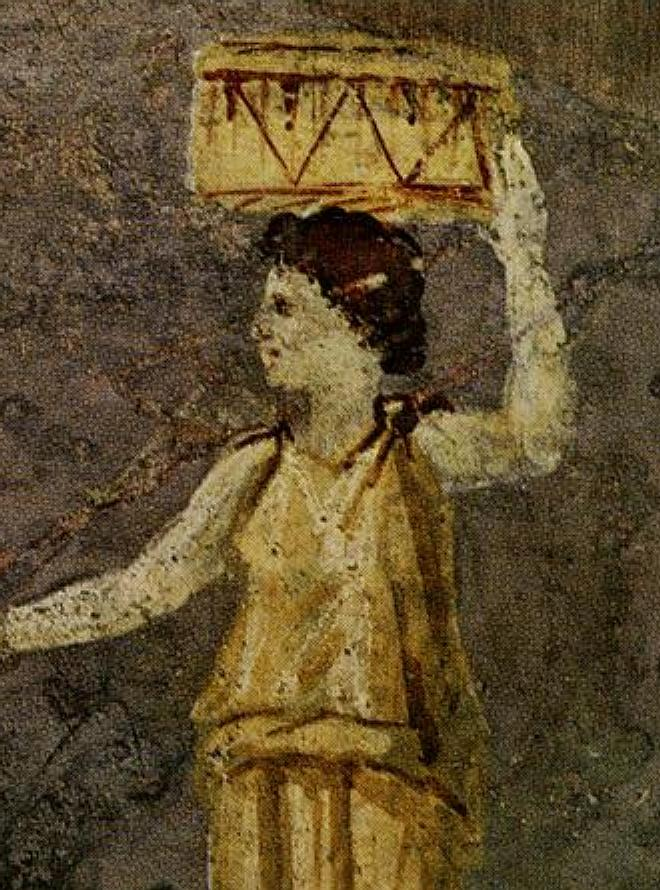
Hipparchia

Hipparchia (ur. ok. 346 p.n.e., zm. pod koniec IV w. p.n.e.) – grecka filozofka cynicka. Pochodziła z Maronei.
Była znaną nauczycielką filozofii. Napisała o sobie: Jestem silniejsza niż Atalanta wobec Menelausa, bo moja wiedza jest lepsza niż ściganie się po górach (jest to jeden z najwcześniejszych epigramatów, sławiących wyższość mądrości nad siłą). Wbrew woli rodziców poślubiła filozofa cynickiego Kratesa, i wraz z nim żyła w ubóstwie i poszukiwaniu mądrości.